# Droog kalkrijk duingrasland
Droog kalkrijk duingrasland is een natuurdoeltype dat rijk is aan mossen en kruidachtige vegetatie. Het natuurdoeltype heeft een open karakter en komt voor in duingebieden en afgesloten zeearmen. De bodem is droog en mesotroof of zwak eutroof. De bodem is zwak zuur of neutraal, is kalkrijk en het bodemtype behoort in de meeste gevallen tot de duinvaaggronden . Het natuurdoeltype vergt een diepe grondwaterstand en overstroomt zelden. De vegetatie wordt voornamelijk gevoed door regenwater en in sommige gevallen door jong grondwater. Het natuurdoeltype heeft een oppervlakte van minstens 5 hectare nodig.

## Plantengemeenschappen
Binnen het natuurdoeltype Droog kalkrijk duingrasland kunnen meerdere plantengemeenschappen voorkomen. Deze plantengemeenschappen hoeven niet allemaal voor te komen om het natuurdoeltype te bereiken.
| Nederlandse naam                                                                  | Wetenschappelijke naam                       |
| --------------------------------------------------------------------------------- | -------------------------------------------- |
| duinsterretjes-associatie                                                         | Phleo-Tortuletum ruraliformis                |
| kegelsilene-associatie                                                            | Sileno-Tortuletum ruraliformis               |
| associatie van oranjesteeltje en langkapselsterretje                              | Tortello-Bryoerythrophylletum                |
| duin-paardenbloem-associatie                                                      | Taraxaco-Galietum veri                       |
| associatie van wondklaver en nachtsilene                                          | Anthyllido-Silenetum                         |
| rompgemeenschap met kruipwilg van het verbond der droge, kalkrijke duingraslanden | -                                            |
| rompgemeenschap met duinroos                                                      | RG Rosa pimpinellifolia-[Polygalo-Koelerion] |
| associatie van parelzaad en salomonszegel                                         | Polygonato-Lithospermetum                    |
| associatie van maanvaren en vleugeltjesbloem                                      | Botrychio-Polygaletum                        |
| associatie van kleine brandnetel                                                  | Urtico-Malvetum neglectae                    |
| slangenkruid-associatie                                                           | Echio-Verbascetum                            |
| kweekdravik-associatie                                                            | Bromo inermis-Eryngietum campestris          |

## Subtypen
Het natuurdoeltype is onderverdeeld in drie subtypen, droog kalkrijk duingrasland, zeedorpengrasland en kalkrijk dauwbraam- en duinroosjesgrasland. De subtypen variëren nauwelijks qua fysische gesteldheid van elkaar. De subtypen variëren voornamelijk qua biodiversiteit van elkaar. Daarnaast heeft het zeedorpenlandschap cultuurhistorische aspecten zoals kleinschalige akkers en weidegebieden.